# L'Enfer du Pacifique
L’Enfer du Pacifique (The Pacific) ou Le Pacifique au Québec, est une mini-série américaine, en dix épisodes d'environ 1 heure, produite par Tom Hanks et Steven Spielberg, et diffusée pour la première fois aux États-Unis et au Canada le 14 mars 2010.
Elle est diffusée sur le réseau HBO et sur The Movie Network au Canada, Historia au Québec et sur La Une et Canvas en Belgique. En France, après Canal+, France 2 a diffusé la série à partir du 14 août 2011.
La série peut paraître semblable à Frères d'armes (Band of Brothers), mais cette dernière se concentrait sur l'engagement des forces armées des États-Unis en Europe tandis que The Pacific est centrée sur l'engagement du Corps des Marines des États-Unis dans le Pacifique. De plus, la première s'attachait à l'ensemble d'une compagnie de parachutistes, alors que The Pacific s'attache à trois marines n'ayant pas les mêmes stationnements.
The Pacific est le fer de lance de Bruce McKenna (en) (le producteur co-exécutif), qui était l'un des auteurs de Band of Brothers. Hugh Ambrose (en), le fils de l'écrivain Stephen Ambrose qui avait écrit le livre Band of Brothers, est consultant sur la série.

## Synopsis
The Pacific est basée sur deux livres de vétérans du Corps des Marines des États-Unis : With the Old Breed At Peleliu And Okinawa d'Eugene Sledge et Helmet for My Pillow de Robert Leckie.
La série raconte les histoires des deux auteurs et du marine John Basilone, dans leur guerre contre l'empire du Japon lors de la Seconde Guerre mondiale.
La série nous fait plonger au cœur de certaines batailles connues telles que la bataille de Guadalcanal, la bataille de Peleliu, la bataille d'Okinawa ou encore la bataille d'Iwo Jima.

## Distribution

### Acteurs principaux
Sauf indication contraire, les informations mentionnées dans cette section peuvent être confirmées par la base de données cinématographiques IMDb,  présente dans la section « Liens externes ».
- Joseph Mazzello (VF : Emmanuel Garijo) : Caporal Eugene « Sledgehammer » Sledge
- Jon Seda (VF : Damien Ferrette) : Sergent Artilleur John Basilone
- James Badge Dale (VF : Axel Kiener) : Première Classe Robert Leckie
- Martin McCann (VF: Jérôme Pauwels) : Caporal Romus Valton Burgin (en)
- Rami Malek (VF : Alexis Tomassian) : Merriell Shelton « Snafu »
- Annie Parisse (VF : Caroline Lallau) : Lena Riggi Basilone
- William Sadler (VF : Hervé Jolly) : Lieutenant-Colonel Lewis « Chesty » Puller
- Ashton Holmes (VF : Maël Davan-Soulas) : Sid Phillips (en)
- Keith Nobbs (VF : Cédric Ingard) : Wilbur « Runner » Conley
- Jacob Pitts (VF : Nessym Guetat) : Bill « Hoosier » Smith
- Josh Helman (VF : Olivier Augrond) : Lew « Chuckler » Juergens
- Brendan Fletcher (VF : Fabrice Trojani) : Bill Leyden
- Joshua Bitton (VF : Christophe Lemoine) : J.P. Morgane
- Jon Bernthal (VF : Xavier Fagnon) : Manuel Rodriguez
- Henry Nixon (en) (VF : Tanguy Goasdoué) : Lieutenant Hugh Corrigan
- Toby Leonard Moore (VF : Boris Rehlinger) : 2e Lieutenant Stone
- Scott Gibson (VF : Jérôme Keen) : Capitaine Andrew « Ack-Ack » Haldane (en)

Photos des acteurs principaux
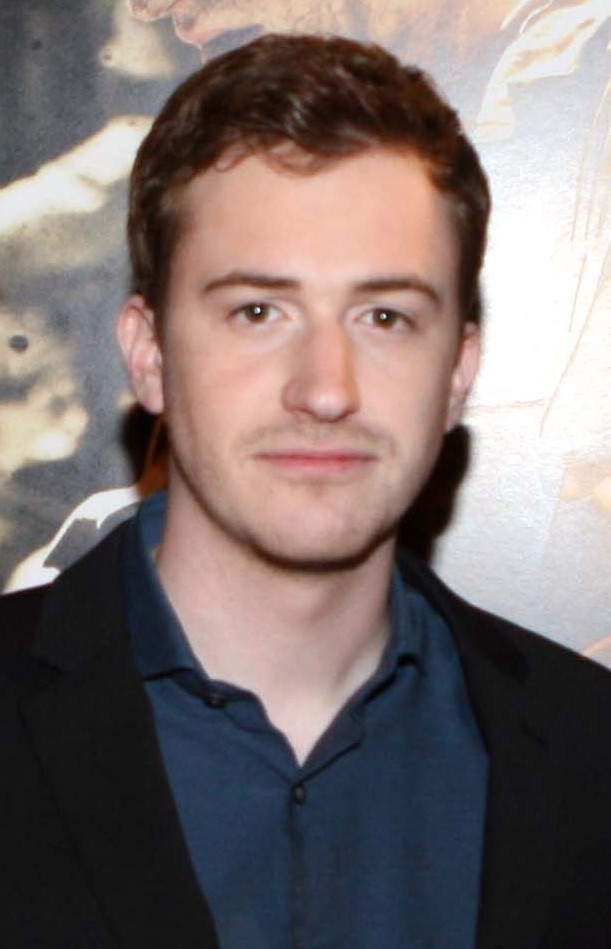
Joseph Mazzello interprète Eugene « Sledgehammer » Sledge
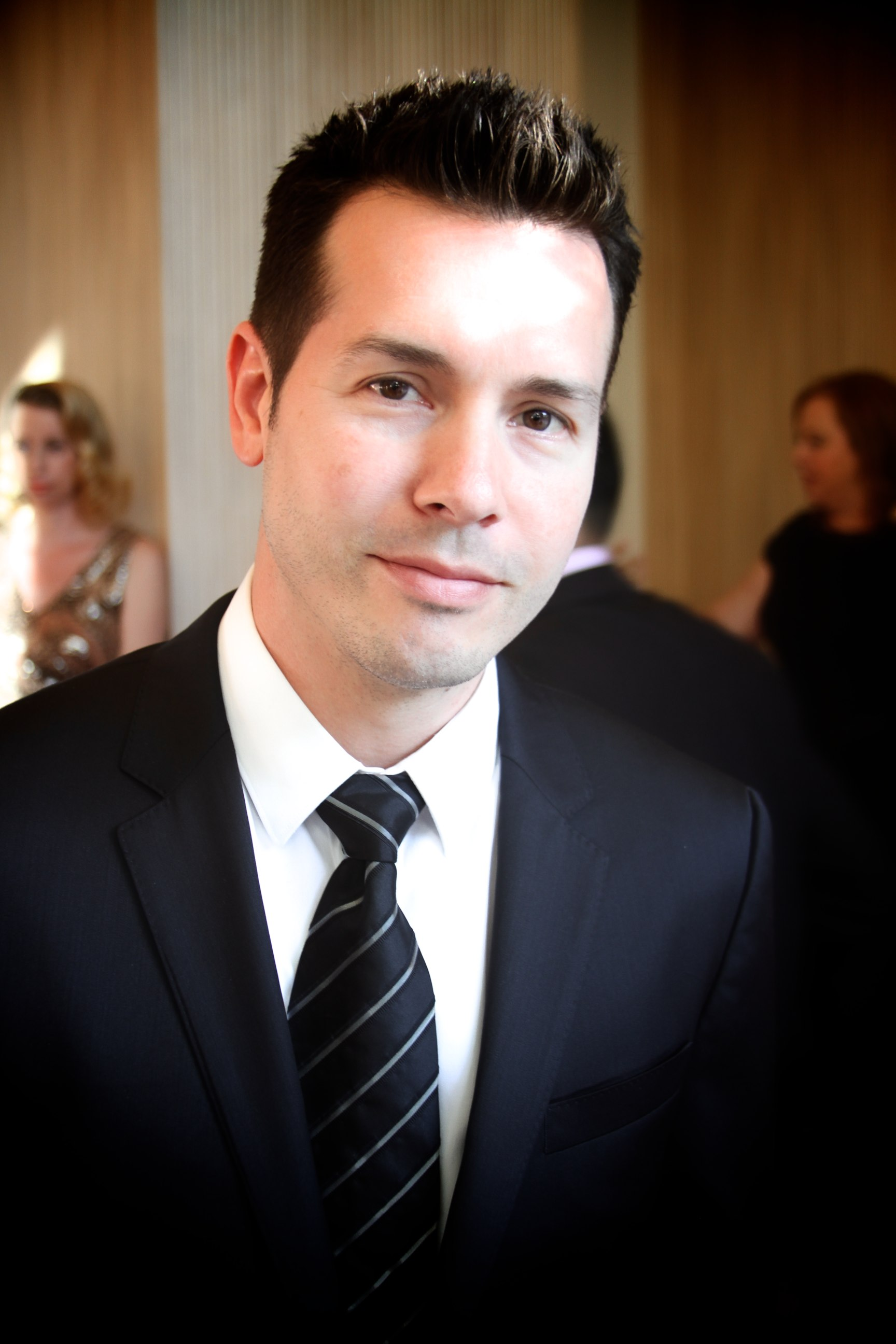
Jon Seda interprète John Basilone
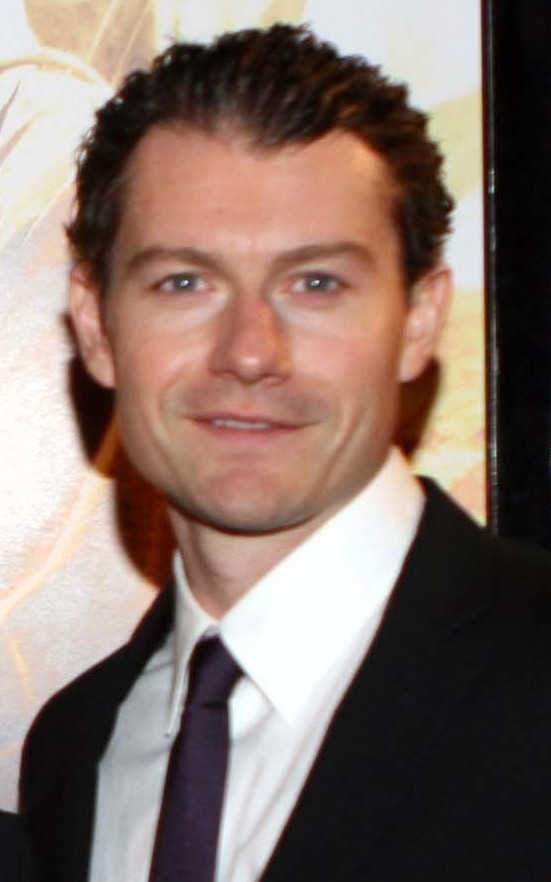
James Badge Dale interprète Robert Leckie
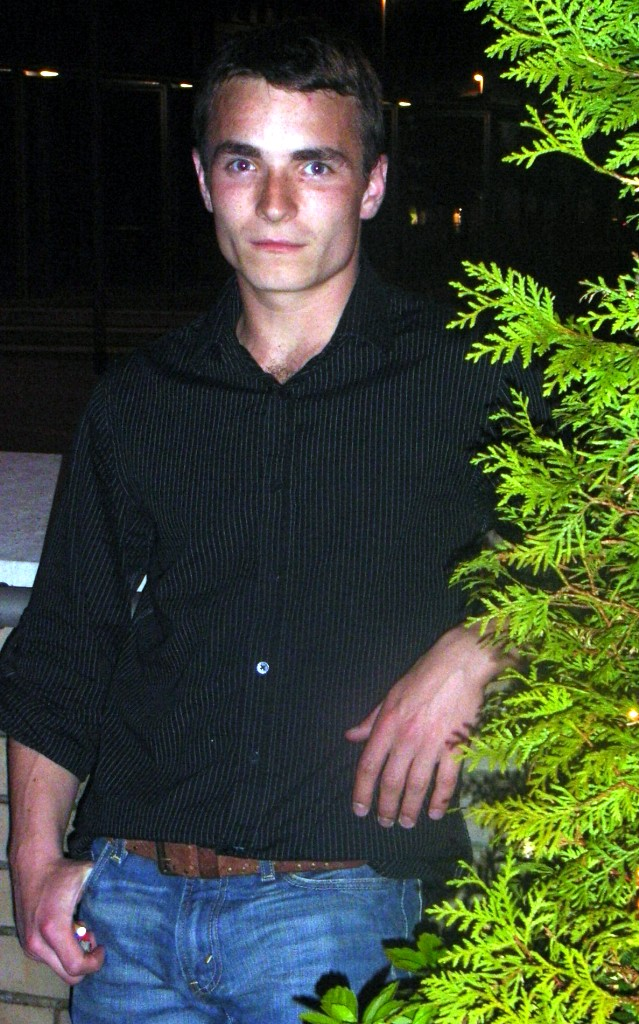
Martin McCann interprète Romus Valton Burgin (en)
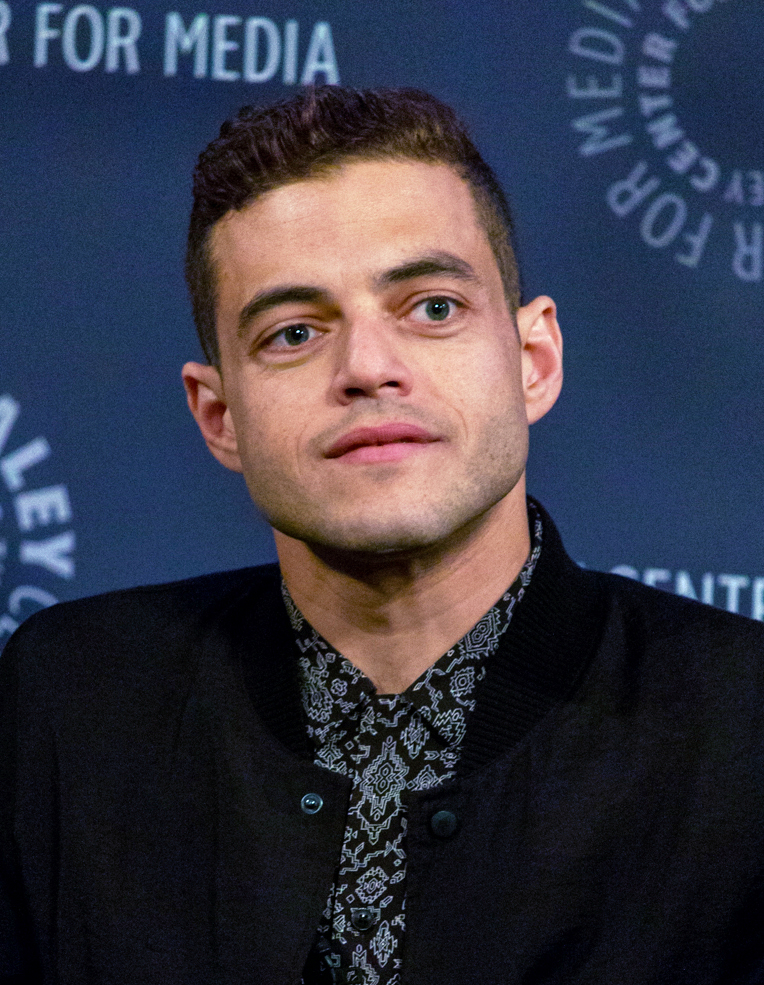
Rami Malek interprète Merriell Shelton
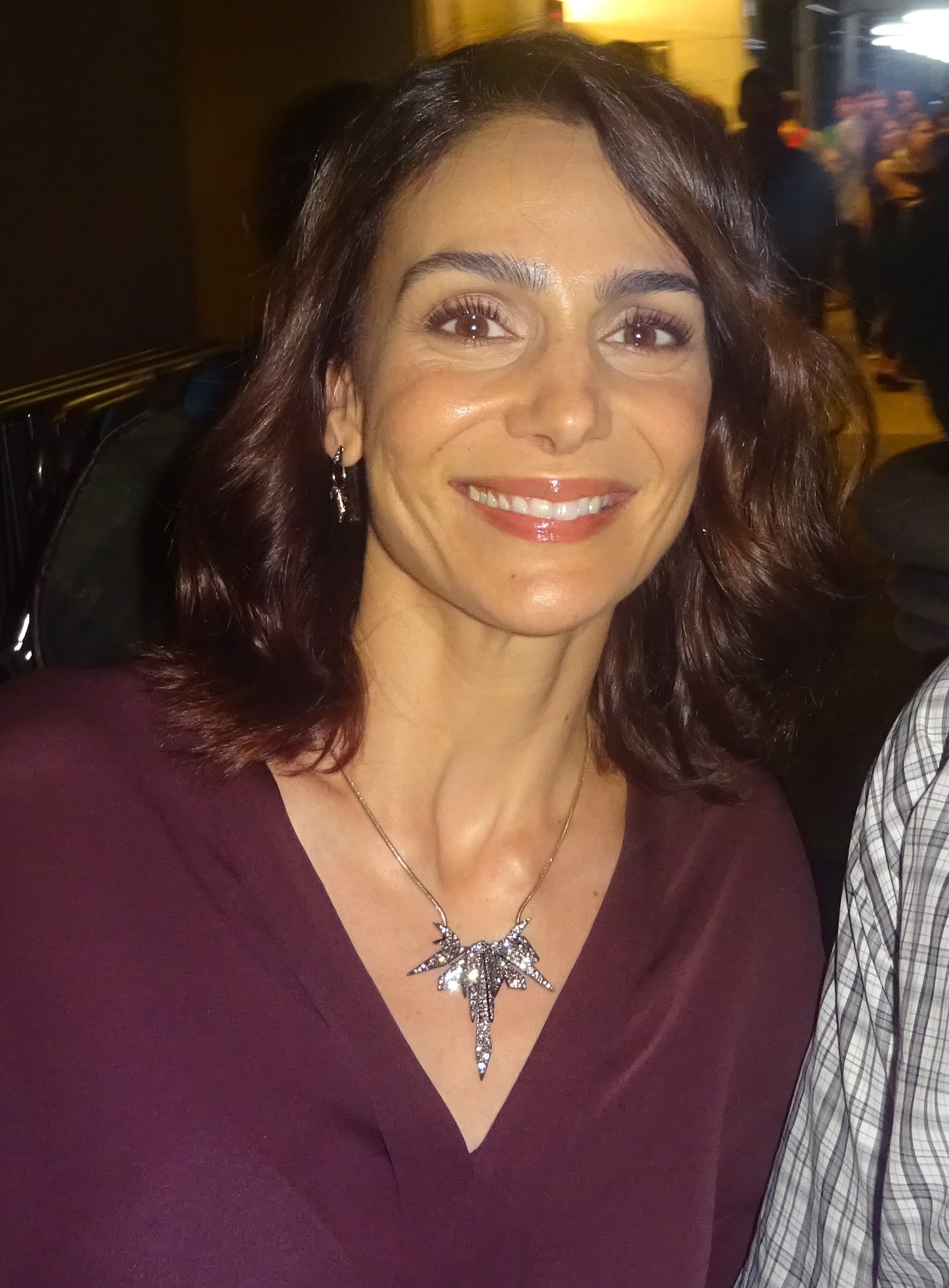
Annie Parisse interprète Lena Riggi Basilone
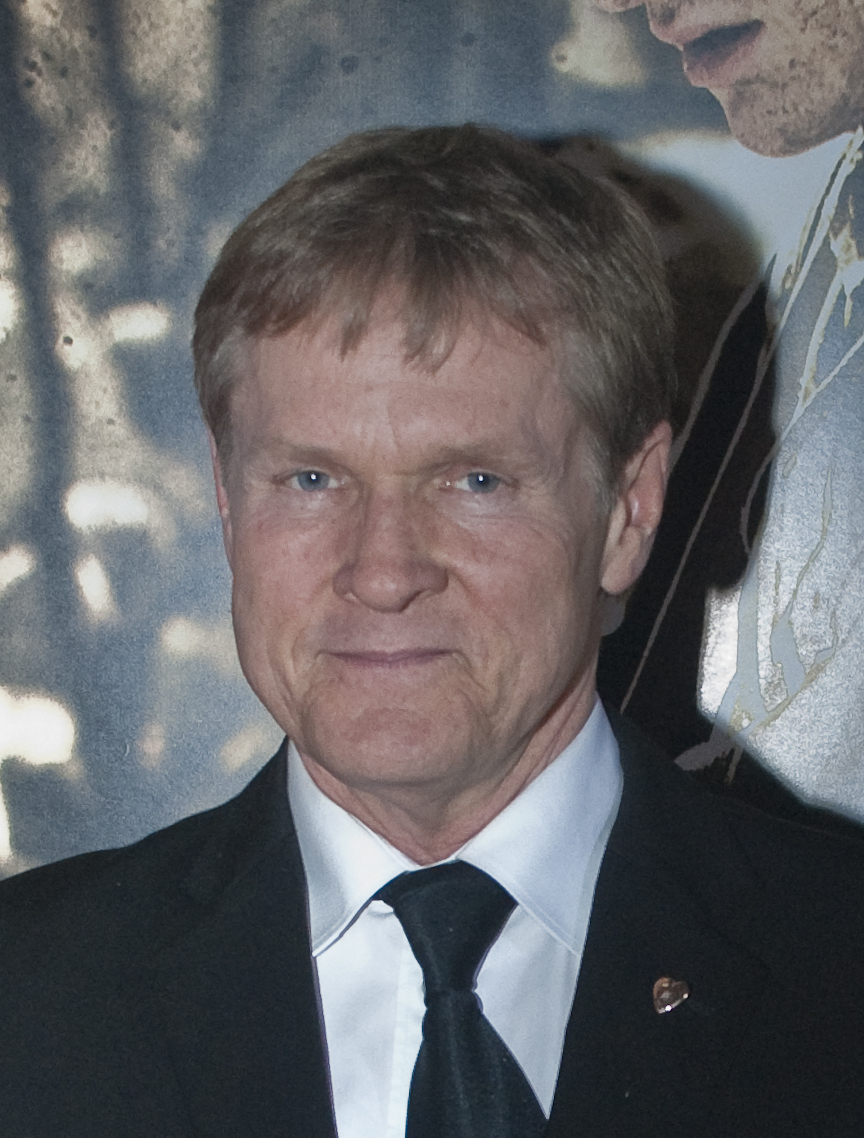
William Sadler interprète Lewis « Chesty » Puller
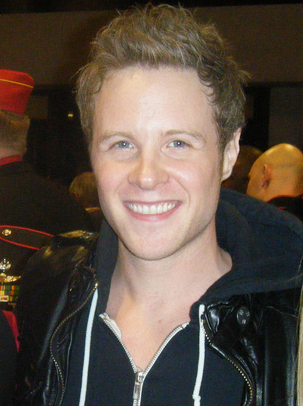
Ashton Holmes interprète Sid Phillips (en)
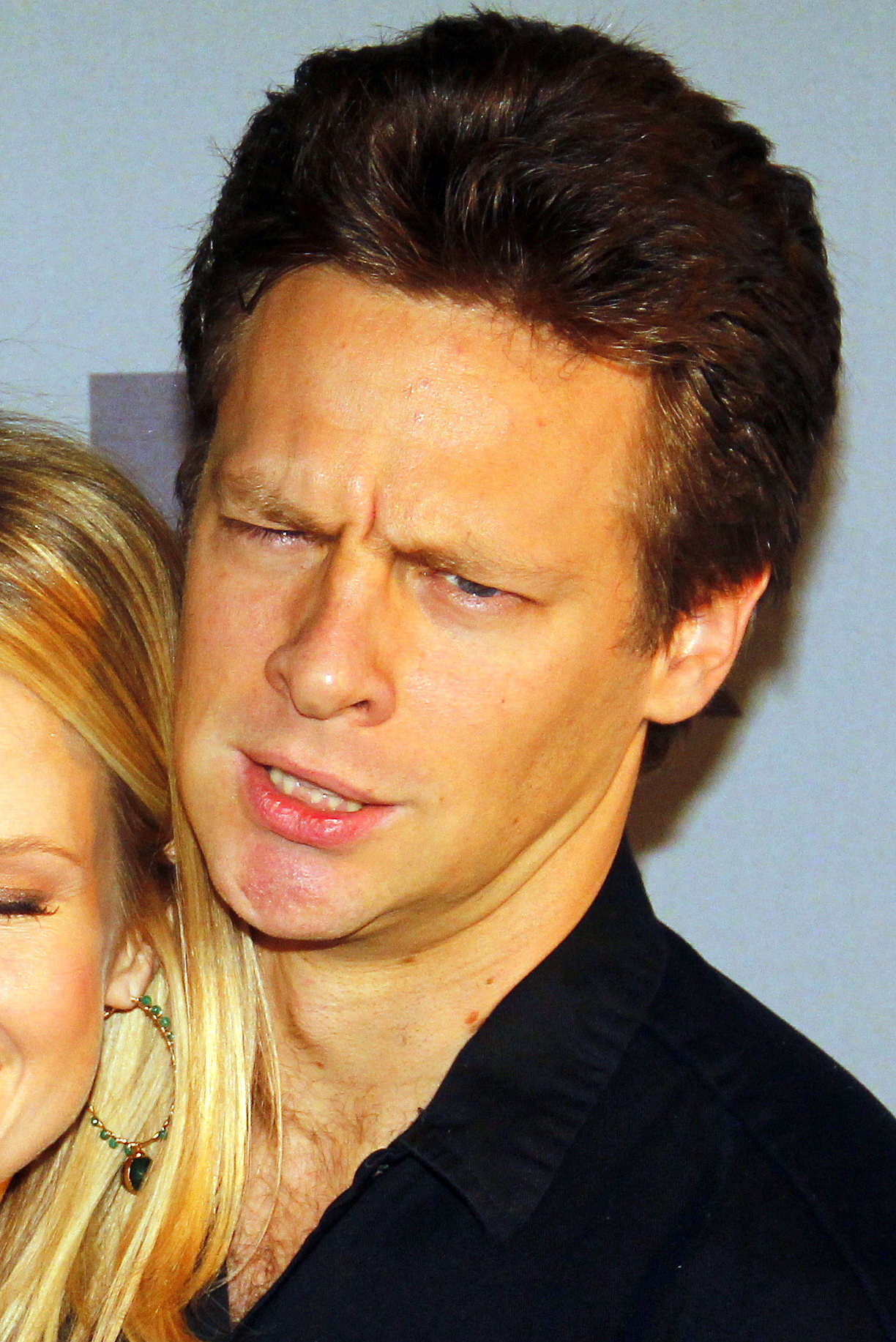
Jacob Pitts interprète Bill « Hoosier » Smith
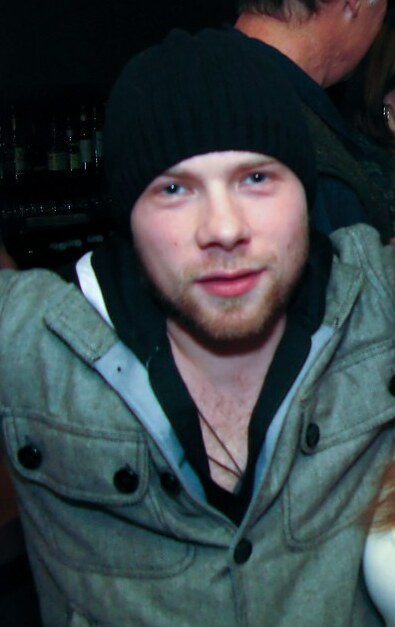
Brendan Fletcher interprète Bill Leyden
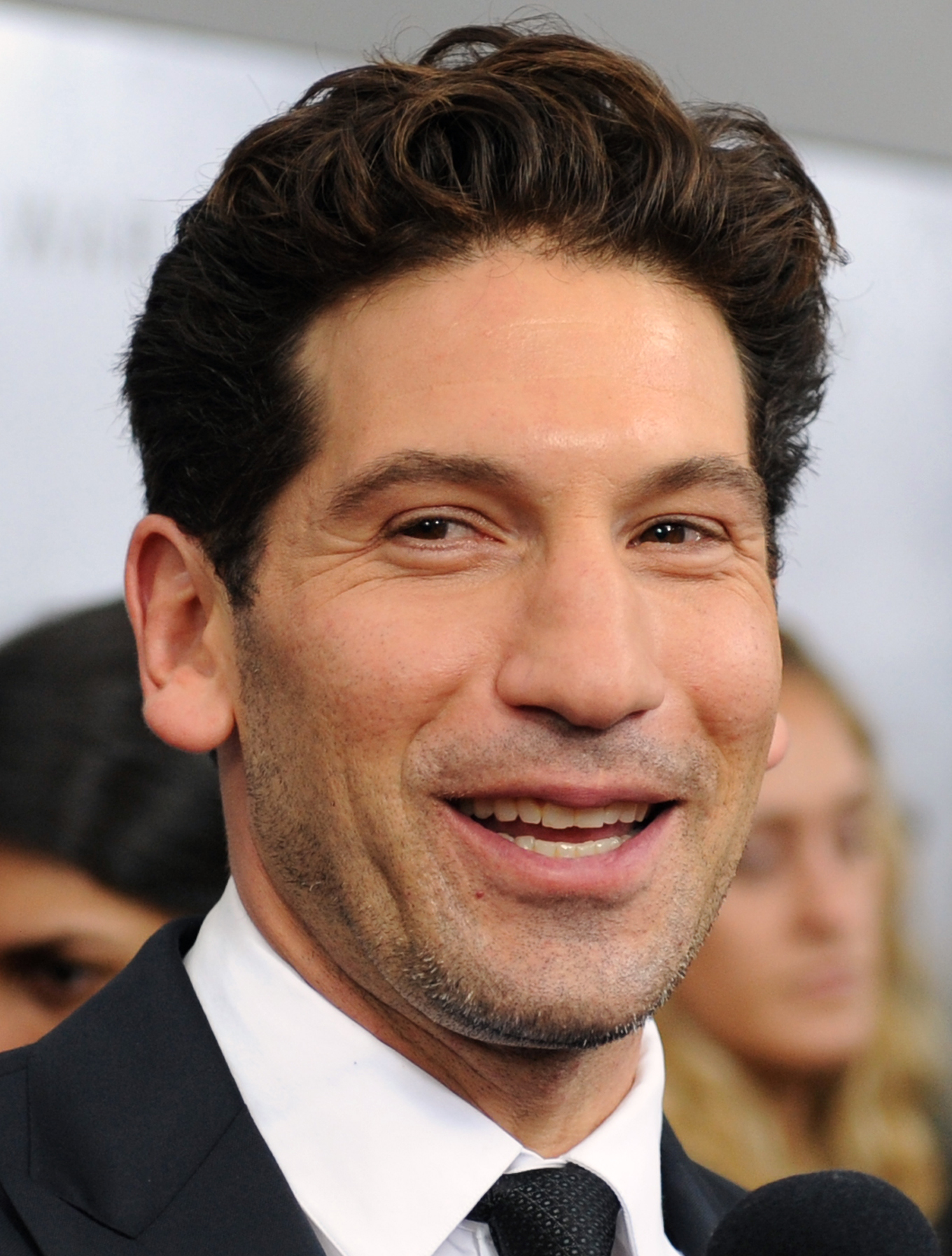
Jon Bernthal interprète Manuel Rodriguez

### Acteurs secondaires
- Leon Willem Ford (VF : Luc Bernard) : Lieutenant Edward « Hillbilly » Jones
- Gary Sweet (VF : Michel Vigné) : Elmo « Gunny » Haney
- Dylan Young (VF : Hervé Grull) : Jay De L'Eau
- Tom Budge (en) (VF : Donald Reignoux) : Ronnie Gibson
- Andrew Lees : Robert Oswalt
- Noel Fisher (VF : Fabien Jacquelin) : Hamm
- Linda Cropper (VF : Anne Jolivet) : Mary Frank Sledge
- Caroline Dhavernas (VF : Elsa Kikoïne) : Vera Keller
- Dwight Braswell (VF : Pascal Grull) : Clifford « Steve » Evanson
- Ben Esler (VF : Alexandre Nguyen) : Charles « Chuck » Tatum
- Ian Meadows : Cecil Evans
- Booth Adam (VF : Thierry D'Armor) : Briggs
- Lawrence Shaman Breuls : Lieutenant Larkin
- Nikolai Nikolaeff : Rear Echelon Man
- Matt Craven (VF : Hervé Bellon) : Dr Grant
- Matthew Dale : Sergent John Marmet
- Conor O'Farrell (VF : Guy Chapellier) : Dr Sledge
- Joshua Close (VF : Serge Faliu) : Edward Sledge
- Catherine McClements : Catherine Leckie
- Craig Ball : Caporal Ruddiger
- Damon Herriman : Merrin
- Isabel Lucas : Gwen
- Cariba Heine : Phyllis
- Penny McNamee: Hope
- Nate Corddry (VF : Mathias Kozlowski) : Soldat Loudmouth
- Anna Torv (VF : Sandra Veloccia) : Virginia Grey
- Claire van der Boom : Stella

## Fiche technique
- Titre original : The Pacific
- Titre français : L'Enfer du Pacifique
- Titre québécois : Le Pacifique
- Création : Tom Hanks et Steven Spielberg
- Réalisation : Carl Franklin, Tim Van Patten, Graham Yost, Jeremy Podeswa et Tony To[3]
- Scénario : Robert Leckie, Eugene Sledge, Bruce McKenna et George Pelecanos
- Décors : Anthony Pratt, Alicia Maccarone, Rolland Pike et Lisa Thompson
- Costumes : Penny Rose
- Photographie : Remi Adefarasin et Stephen F. Windon
- Montage : Alan Cody, Marta Evry et Edward A. Warschilka
- Casting : Jennifer Euston, Christine King, Meg Liberman, Cami Patton et Suzanne Smith
- Musique : Blake Neely, Geoff Zanelli et Hans Zimmer
- Production : Tom Hanks et Steven Spielberg
- Sociétés de production : HBO ; DreamWorks ; Playtone
- Sociétés de distribution : HBO (États-Unis, Espagne, Hongrie, Canada), Channel Seven (Australie), Canal+ (France), Sky (Royaume-Uni), BeTV (Belgique), Kabel 1 (Allemagne), Veronica (Pays-Bas), WOWOW (Japon)
- Budget : 150 millions $
- Pays d'origine :  États-Unis
- Langue originale : anglais
- Format : couleur — numérique (HDTV) — 1,78:1 — son Dolby Digital — caméras Arri
- Genre : guerre et biographie
- Nombre de saisons : 1
- Nombre d'épisodes : 10
- Durée : 52 minutes
- Dates de première diffusion :
  - États-Unis, Canada : 14 mars 2010
  - Espagne, Hongrie, Pologne : 15 mars 2010
  - Australie, Finlande, Suède : 4 avril 2010
  - Belgique : 15 avril 2010
  - Italie : 9 mai 2010
  - Allemagne : 15 juillet 2010
  - Japon : 18 juillet 2010
  - Québec : 25 août 2011
- Classification :
  - États-Unis : TV-MA
- Société de doublage : Dubbing Brothers[4]
- Direction artistique : Jean-Philippe Puymartin[4]
- Adaptation des dialogues : Christian Niemiec et Ludovic Manchette[4]
- Enregistrement et mixage : Frédéric Taieb[4]
- Chargée de production : Jennifer Harvey[4]
- Conseiller militaire : le capitaine André Rakoto[4]

Source V. F. : Doublage Séries Database

## Production

### Développement
The Pacific est une série produite par Steven Spielberg, Tom Hanks, et Gary Goetzman en association avec HBO Films, Playtone, DreamWorks SKG et Seven Network.
Nine Network a un contrat de diffusion avec la société mère de HBO, Warner Bros., mais HBO a commencé à produire ses propres productions.
En avril 2007, les producteurs ont mis en place un bureau de production à Melbourne et ils ont commencé à auditionner des personnes pour la série.
La série a été diffusée pour la première fois le 14 mars 2010. La version française de la série est diffusée depuis le 4 avril à Super Écran.

### Budget
À l'origine, le budget était estimé à 100 millions de dollars américains (120 millions de dollars australiens).
Mais finalement, la série a un budget de plus de 150 millions de dollars américains (200 millions de dollars australiens), avec environ 134 millions de dollars australiens dépensés en Australie et la série est probablement la plus chère jamais réalisée en Australie.
Le Herald Sun estime que la série a permis de générer 4 000 emplois et 180 millions de dollars australiens pour l'économie australienne.

### Tournage
Basée sur des histoires vraies et des témoignages, The Pacific retrace l'odyssée croisée de trois marines américains (de la 1re division de Marines) lors de la Seconde Guerre mondiale dans le Pacifique. Les trois protagonistes, Robert Leckie, Eugene B. Sledge et John Basilone sont interprétés respectivement par James Badge Dale, Joseph Mazzello et Jon Seda. Descente dans l'enfer quotidien des marines, de la bataille de Guadalcanal, en 1942, en passant par la jungle humide, l'inexpugnable île de Peleliu, à travers les plages ensanglantées d'Iwo Jima et le massacre d'Okinawa, jusqu'à leur retour aux États-Unis. The Pacific est un hommage à ces hommes qui ont bravé l'inimaginable à l'autre bout du monde, isolés de tout et de tous.
Pour coller au mieux à la réalité, un grand effort a été fourni au niveau des costumes : des boutons d'une robe aux tissus nécessaires à la fabrication d'uniformes. Penny Rose, la responsable des costumes, et son équipe ont utilisé environ 20 000 m2 de tissus (l'équivalent de 100 courts de tennis) spécialement fabriqués en Inde sur de vieilles machines à tisser, afin de reproduire l'aspect des vêtements des années 1940. Les scènes n'étant pas tournées dans l'ordre chronologique, la tâche a été difficile de rendre avec justesse la détérioration des vêtements à différents moments de l'histoire. Les acteurs principaux avaient alors plusieurs versions d'un même uniforme.
Ce qui à l'écran apparaît comme une scène de combat chaotique est en réalité une performance bien chorégraphiée, avec des acteurs qui atteignent prestement leurs marques entre les explosions. Certaines scènes comprenaient jusqu'à 70 explosions qu'il fallait tourner en une prise. En revanche, la production a eu recours aux effets spéciaux lors de scènes de débarquement afin de multiplier les images par ordinateur et donner l'illusion d'une force armée dix fois plus importante qu'au moment du tournage.

### Lieux de tournage
La mini-série a été entièrement tournée en Australie, dans les états du Queensland et de Victoria, plus particulièrement :
- Dans et autour de Port Douglas, Queensland (d'août à novembre 2007)[11] :
  - Mossman, Queensland[12]
  - Mowbray Valley à Drumsara[12]
  - Les plages de Rocky Point[12]
- Rural Victoria[13]
  - Les You Yangs près de Lara, Victoria (de novembre à décembre 2007)[14]
  - Carrière de sable à Sandy Creek Road près de Geelong, Victoria (de novembre 2007 à février 2008)[15]
  - Bundoora, Victoria[16].
  - Ernest Jones Hall sur le campus de l'Université La Trobe, Bundoora (fin mai 2008)[17]
- Melbourne

### Bande originale
1. Honor (Main Title Theme) - 2:56
2. With the Old Breed (End Title Theme) - 4:05
3. You Have No Idea - 2:15
4. Terrible Solomons - 1:40
5. Torn Souls - 1:23
6. Nightfall on Okinawa - 1:41
7. Private First Class Robert Leckie - 2:40
8. Fallen Friend - 1:50
9. We've Gone Respectable - 3:04
10. Iwo Jima - 4:08
11. Praying For You - 3:19
12. Even the Trees Hate Us - 3:41
13. Get the Wounded Aboard - 1:55
14. Memories of Home - 2:32
15. Landing Peleiu - 3:22
16. Adagio for Peleiu - 2:07
17. The Peleliu Hills - 4:37
18. Dear Vera - 1:46
19. Where Do We Go From Here? - 1:55
20. Men At War - 2:33
21. Sledge's Humanity - 6:08
22. War Is Hell - 2:15
23. Homecoming - 4:51
24. New King of Bomb - 2:19
25. Honor (for Oboe and Strings) - 2:59

### Diffusion
La mini-série est diffusée en premier aux États-Unis et au Canada à partir 14 mars 2010, bien que le programme devait initialement être diffusé en Australie sur Channel Seven en 2009, le Herald Sun précisant que la série serait diffusée seulement en 2010. Elle sort le 15 mars 2010 en Espagne, en Hongrie et en Pologne ; le 4 avril en Finlande et en Suède. Elle ne sort que le 4 avril 2010 en Australie, pays où furent tournées la majorité des scènes de la mini-série. Elle est diffusée au Royaume-Uni au printemps 2010. En Belgique, la mini-série est diffusée pour la première fois le 15 avril 2010, puis diffusée une nouvelle fois sur La Une le 14 juin 2011. En France, elle est diffusée sur en septembre 2010, et rediffusée sur France 2 à partir du 14 août 2011, puis sur France 4 dès le 30 avril 2014. Elle est diffusée en Italie le 9 mai 2010, en Allemagne le 15 juillet 2010 et au Japon le 18 juillet 2010. Au Québec, la mini-série est diffusée sur Historia dès le 25 août 2011.

## Épisodes
1. Guadalcanal/Leckie : On découvre le groupe de soldats, leur enrôlement dans les marines, leur débarquement sur l'île de Guadalcanal, les premiers affrontements (Bataille d'Alligator Creek). La bataille de l'île de Savo est également brièvement dépeinte.
2. Basilone : Bloqués sur l'île, sans soutien, ils résistent à l'armée japonaise jusqu'à la victoire.
3. Melbourne : Envoyés en Australie pour se reposer, ils boivent et séduisent des Australiennes. La pensée de la mort n'est cependant jamais très loin.
4. Gloucester/Pavuvu/Banika : Les marines débarquent en Nouvelle-Bretagne et doivent résister face aux attaques japonaises. Cet épisode est surtout concentré sur Robert Leckie, ses problèmes de santé et ceux avec son officier supérieur.
5. Peleliu Landing : Sledge arrive au front, retrouve son ami d'enfance, ainsi que Leckie, puis débarque avec les Marines à Peleliu.
6. Peleliu Airfield : Sledge, Leckie, Shelton, Runner et les marines continuent leur progression sur Peleliu, et doivent pour cela traverser l'aérodrome à découvert.
7. Peleliu Hills : Sledge et le 5e régiment de marines donnent l'assaut au Nez sanglant.
8. Iwo Jima : John Basilone demande sa réintégration, et est transféré à la 5e division de Marines, qui débarque à Iwo Jima.
9. Okinawa : Sledge et la 1re division de marines participent à la bataille d'Okinawa, dernier bastion avant la mère patrie Japonaise.
10. Home : Le Japon se rend, Sledge, Leckie et les autres rentrent chez eux.

## Accueil

### Critiques
The Pacific a été très bien accueilli par les critiques. Sur le site d'agrégation d'avis Rotten Tomatoes, la série détient une note d'approbation de 91 % avec une note moyenne de 8,32⁄10, sur la base de 43 avis. Le consensus critique du site Web se lit comme suit: "Une exploration honnête, quoique horrible de la Seconde Guerre mondiale, The Pacific est une mini-série visuellement époustouflante qui ne convient pas aux faibles de cœur". Sur Metacritic, la série a un score moyen pondéré de 86⁄100, sur la base de 32 critiques, indiquant une "acclamation universelle".
En France, l'accueil est aussi glorieux, le site Allociné lui donne une note 4.3⁄5 basé sur 4716 avis.

### Audiences

#### Aux États-Unis
| Saison | Nombre d’épisodes | Diffusion originale | Diffusion originale | Diffusion originale | Diffusion originale            |
| Saison | Nombre d’épisodes | Années              | Début de saison     | Fin de saison       | Audience moyenne (en millions) |
| ------ | ----------------- | ------------------- | ------------------- | ------------------- | ------------------------------ |
| 1      | 10                | 2010                | 14 mars 2010        | 16 mai 2010         | 2,49                           |

### Récompenses
- La série a été nommée 23 fois et a remporté 14 récompenses, dont celle de la meilleure mini-série aux Emmy Awards 2010.